# Krusenhagen
Krusenhagen est une commune de l'arrondissement du Mecklembourg-du-Nord-Ouest (Land du Mecklembourg-Poméranie-Occidentale).

## Géographie
La commune fait partie de la banlieue de Wismar à l'ouest de la baie.
Elle comprend les quartiers de Gagzow et Hof Redentin.

## Histoire
La plus ancienne mention écrite de Krusenhagen est celle de Hof Redentin en 1192 comme bien de l'abbaye de Doberan (de).

## Transports
Par sa proximité avec Wismar, la commune est reliée à d'importantes voies : Bundesstraßen 150, 106 et 208, Bundesautobahnen 20 et 14 ; lignes de train vers Rostock, Schwerin et Lübeck.

## Source, notes et références
- (de) Cet article est partiellement ou en totalité issu de l’article de Wikipédia en allemand intitulé « Krusenhagen » (voir la liste des auteurs).